# Gynoplistia womba
Gynoplistia womba är en tvåvingeart som beskrevs av Günther Theischinger 1993. Gynoplistia womba ingår i släktet Gynoplistia och familjen småharkrankar. Inga underarter finns listade i Catalogue of Life.